# Trận Alesia
Trận Alesia diễn ra vào tháng 9 năm 52 TCN tại phòng tuyến Alesia giữa quân La Mã dưới sự chỉ huy của Julius Caesar và lực lượng người Gaul dưới sự lãnh đạo của Vercingétorix. Trận đánh kết thúc với chiến thắng của quân La Mã và cũng là trận đánh quyết định chiến thắng của Caesar trong cuộc chiến tranh xâm lược xú Gaule.

Vercingétorix ném vũ khí xuống dưới chân Julius Caesar

## Bối cảnh
Năm 54-53TCN là những năm khó khăn với Caesar trong cuộc chiến. Thất bại ở trận Gergovia đã để lại tổn thất nặng nề cho Caesar. Nhưng đến năm 52TCN, Caesar bắt đầu giành được nhiều thắng lợi nhỏ trong các cuộc đụng độ với kỵ binh người Gaule và thành công trong việc phân tán liên quân người Gaule, buộc Vercingétorix và 80 000 chiến binh Gaul phải lui về cố thủ ở pháo đài Alesia trong thời gian chờ quân tăng viện. Caesar cho bao vây pháo đài, xây dựng tuyến phòng thủ thứ nhất cô lập Alesia, tuyến phòng thứ hai chặn đường đến của quân tăng viện và cùng với 60 000 kỵ binh đóng quân giữa hai tuyến phòng thủ đó.

## Diễn biến
Hai tháng sau, hơn 250 000 quân tăng viện đến ứng cứu cho Vercingétorix. Về quân số, rõ rang quân La Mã bị áp đảo nhưng về mặt tổ chức, đội quân của Julius Caesar lại rất có kỉ luật. Cũng vì thế mà cả ba cuộc xung phong vào phòng tuyến của quân La Mã đều bị đẩy lùi. Tuy cuộc xung phong thứ ba suýt nữa thì thành công: lực lượng phòng thủ của quân La Mã đã bị chọc thủng nhưng đoàn kỵ binh người Giéc-man dũng cảm của Caesar đã đánh tan được đội quân cứu viện được tổ chức rất lộn xộn.
Bị vây hãm trong pháo đài, quân lực của Vercingétorix ngày càng yếu đi. Đội quân của Vercingétorix lại càng suy sụp tinh thần khi nghe tin quân cứu viện bị đánh bại. Vercingétorix bị buộc phải ra hàng, kết thúc cuộc vây hãm

## Kết quả - Ý nghĩa
Trận Alesia đã quyết định chiến thắng của Julius Caesar trong cuộc chinh phạt xứ Gaul. Nhiều tháng sau đó, xứ Gaul trở thành một tỉnh của La Mã.
Phần lớn quân đội của Vercingétorix, Các đơn vị đồn trú ở Alesia và những người sống sót trong đội quân tiếp viện, trừ những người Eduens và Arvernes, bị bắt làm tù binh hoặc bị bán làm nô lệ. Về phần Vercingétorix, thủ lĩnh người Gaul bị đưa về La Mã và bị giam bảy năm trước khi bị hành quyết.